# Carlos Domínguez Cáceres
Carlos Domínguez Cáceres (Vigo, 11 de febrero de 2001) es un futbolista español que juega como defensa y su equipo es el Real Club Celta de Vigo de la Primera División de España.

## Trayectoria
Nacido en la ciudad viguesa y formado en las categorías inferiores del Real Club Celta de Vigo, fue capitán del conjunto sub-19 celeste en la División de Honor Juvenil hasta que en la temporada 2020-21 fue ascendido al filial. Debutó con el equipo B el 22 de noviembre de 2020, cuando entró como sustituto de Alberto Solís en un partido que ganó el conjunto gallego frente al Zamora C. F. por 2 a 0.
Debido a varias lesiones en el primer equipo, fue convocado por primera vez con el Celta el 9 de mayo de 2021 para disputar un encuentro de liga frente al Villarreal C. F., donde sería titular y el equipo vigués ganaría por 2 a 4. El 11 de enero de 2022 se oficializó su renovación el Celta hasta 2026.
En julio de 2024 pasó a ser jugador del primer equipo, con el que ya había jugado 44 partidos. Esa temporada ayudó al equipo a lograr la clasificación para disputar la Liga Europa de la UEFA después de ocho años.

## Clubes
Actualizado al último partido disputado el 24 de mayo de 2025.
| Club              | País   | Año       | Partidos | Goles |
| ----------------- | ------ | --------- | -------- | ----- |
| Celta de Vigo "B" | España | 2020-2023 | 49       | 1     |
| Celta de Vigo     | España | 2021-act. | 65       | 1     |